# Stanisław Bolewski
Stanisław Bolewski (ur. 1870 w Warszawie, zm. ok. 1910 w Berlinie) – polski śpiewak.

## Życiorys
Stanisław Bolewski od lat dziecinnych marzył o karierze śpiewaka, co poskutkowało pobieraniem wielu lekcji śpiewu i gry na fortepianie. Przez krótki okres (1899-01) mieszkał w Warszawie i występował. Poznał wówczas licznych śpiewaków, którzy zaangażowali go do nagrań dla wytwórni Edison Goldguss Walze, jego wykonanie Jeszcze Polska nie zginęła jest najwcześniejszym nagraniem hymnu, zarejestrowane w 1901 r.
Prawdopodobnie w 1901 r. przeprowadził się do Berlina, gdzie zmarł przedwcześnie około 1910 z nieznanej przyczyny.

## Dyskografia
Edison Goldguss Walze 12704 - Jeszcze Polska nie zginęła
Edison Goldguss Walze 12636 - Ujrzałem raz